# Anna Partué
Anna Partué war eine von Eric Lubadel und Anna Carolina Stuckart 2010 gegründete Pop-Funk-Band.

## Name
Der Name Anna Partué ist ein Zusammenschluss aus dem Neologismus Partué und dem Vornamen der Sängerin. Partué ist abgeleitet von französisch partout ‚überall sein‘. Das Gründungsziel der Band war es, vor allem viel zu touren.

## Geschichte
Die 1990 geborene Anna Carolina Stuckart ist die Tochter des Big-Band-Leiters Lothar Stuckart und Patenkind der Sängerin Joy Fleming.
Ende 2010 gründete Anna Carolina Stuckart zusammen mit Gitarrist Eric Lubadel und dem Jazz-Musiker Steven Tailor das Bandprojekt Anna Partué & the Soul Age Band. Die Vision war es, eine Mischung aus Blasmusik, Funk, lyrischen Texten und Popmusik zu erschaffen. In den ersten Jahren trat die Band mit bis zu acht Musikern auf.
Erste Auftritte auf dem europäischen Straßenfest Fête de la Musique folgten. Sie gewannen das Regiofinale des Emergenza Ost sowie den Spitzenfest-Contest in Plauen.
Anfang 2012 setzten sie sich beim Köstritzer Echolot gegen 400 Bands durch und traten im Heimfinale, das in Form einer Online-Liveübertragung auf tape.tv aufgezeichnet wurde, gegen neun weitere Bands durch. Es folgten Supportkonzerte für Jamaram in Erfurt und im Werk 2 in Leipzig. Im Sommer 2012 trat die Band beim Krämerbrückenfest in Erfurt auf.
Erste Konzerterfahrungen im Ausland sammelte die Band Ende 2012 in Prag, das mit einem Interview bei Balcony TV verbunden wurde.
Am 4. Januar 2013 war die Band Vorband des „Bundesvision Song Contest“-Teilnehmers Cris Cosmo. Im Februar zog die Gruppe in das Halbfinale des Hamburger Oxmox Bandcontests ein.
Am 14. Juni 2013 erschien das erste Album Funkfluenza, das schon nach kurzer Zeit Platz 25 der Amazon-MP3-Charts erreichte. Auf dem Album ist unter anderem auch der Bluesgitarrist Jürgen Kerth zu hören. In Folge der Albumveröffentlichung gab es im Rahmen des Open-Flair-Festivals eine Radiosendung, in der die neue Single präsentiert wurde. Das Musikvideo zur Single Funkfluenza wurde in Eigenregie produziert.
Nachdem im Sommer 2014 weitere größere Stadtfeste gespielt wurden, ging die Band auf die bisher größte Tour, die europaweit mit einem Showkonzept organisiert wurde.
Auf der „Groove der Wildnis“-Tour wurde der Dschungel auf die Bühne gebracht und mit der Musik verbunden. Ein freilaufender Leguan war dabei ein Diskussionsthema. Die Tour, präsentiert von Firmen wie Sandberg, Vox und der Plattform Backstage pro, führte die Band durch 14 Städte, darunter Brüssel und Wien.
Bereits vor Beginn der Tour war Anna Carolina Stuckart nach Berlin gezogen, um sich dort im Schauspielbereich weiterzuentwickeln. 2015 wurden infolgedessen weniger Konzerte gegeben und nur unregelmäßig am Bandprojekt gearbeitet. Seit Anfang 2016 begannen jedoch die Arbeiten an einem neuen Album.
Ein Auftritt beim Unifestival der Universität Greifswald vor 2.000 Zuschauern bestärkte die Arbeit an neuem Material. Die Band präsentierte den ersten Song des neuen Albums Weißer Strand von Berlin am 7. Oktober 2016 live im MDR Fernsehen in der Sendung MDR um 4.
Bis 2016 spielten sie für und mit Künstlern wie LaBrassBanda, Clueso, Jamaram, And One, Flimmerfrühstück, Cris Cosmo und Joon Wolfsberg.
Das Musikhaus Thomann lud die Band und die afrikanische Sängerin Yvonne Mwale ein, 2017 beim 11. Blues- & Jazzfestival Bamberg aufzutreten.
Die Band gab bei ihrem letzten offiziellen Konzert im Oktober 2017 im Erfurter Museumskeller eine „Pausierung auf unbestimmte Zeit“ bekannt.
Anna Stuckart wohnt derzeit in Berlin und ist als Sprecherin und Schauspielerin tätig.
Eric Lubadel hat 2021 die Musikbusiness-Agentur Mittelgrün Reisen gegründet und ist seitdem als Mentor, Speaker und Dozent auf europäischen Musikbranchen-Events aufgetreten (u. a. Reeperbahn Festival, C/o pop, Bime Bilbao, About Pop). Er ist Veranstalter der jährlich stattfindenden Musikbranchen-Convention Mittelgrün Con in Erfurt, die unter anderem auch von der Musikwoche und Deutschlandfunk begleitet wurde.
Lubadel war seit 2013 regelmäßig als Begleitmusiker in TV-Produktionen (u. a. Willkommen bei Carmen Nebel, Gute Zeiten, schlechte Zeiten, Klein gegen Groß, MDR um 4) zu sehen. Unter anderem begleitete er Andrea Bocelli, Roland Kaiser, David Garrett, James Morrison, Nicole, Chris de Burgh, Ben Zucker, Ooonagh etc.
Er war auch als Kleindarsteller in Produktionen wie Schloss Einstein und In aller Freundschaft – Die jungen Ärzte vertreten.

## Diskografie
Alben
- 2011: My Own Business (Eigenvertrieb)
- 2013: Funkfluenza (RobaMusic)

Singles
- 2013: Funkfluenza (RobaMusic)

Sampler
- 2014: RudeZone Sampler (Rudezone Records)

## Tourneen

### 2014
Groove der Wildnis Tour
Hannover Kulturpalast, Düsseldorf Checkpoint, Dülmen Barbers 66, Zwickau Tivoli, Dresden Bärenzwinger, Leipzig Tonellis, Köln MTC, Brüssel, Aachen Hotel Europa, Hamburg Dildofabrik, Rostock Cafe Käthe, Berlin Mein Haus am See, Stuttgart Zwölfzehn, Wien Reigen, Ulm Hemperium
Tour präsentiert von: Ticketmaster, Vox, Sandberg, Pyramid, Ludus Deorum, regioactive (Backstage Pro)
Supports: unter anderem Gruppa Karl Marx Stadt, Johanna Zeul